# PolSpam
PolSpam – otwarty i niekomercyjny projekt grupy polskich administratorów serwerów, mający na celu walkę ze spamem. Każdy internauta mógł otrzymany przez siebie e-mail przesłać do administratorów PolSpamu, którzy po kwalifikacji decydowali, czy jest on spamem, a tym samym – czy nadawcę takiego maila zakwalifikować do grupy spamerów. Każdy mógł również wykorzystywać bazę spamu i spamerów PolSpamu do filtrowania poczty na swoim serwerze.
Projekt budził spore kontrowersje – niektórzy, zwłaszcza osoby związane z marketingiem bezpośrednim, uważały, że publikacja maili przezeń wysłanych i klasyfikowanie ich jako spamerów jest działaniem naruszającym ich dobre imię, a więc wypełnia znamiona czynu karalnego określonego w polskim Kodeksie karnym.
W kwietniu 2003 r. PolSpam przestał działać, a internauci zaczęli korzystać z ogólnoświatowych baz spamu, takich jak SpamCop.
Po pewnym czasie PolSpam wznowił działalność, ale w nieco zmienionej formie, między innymi nie zbierając od internautów doniesień o spamie ani nie udostępniając publicznie baz spamu. Na swojej stronie internetowej udostępniał wzory skarg na osoby naruszające ustawę o świadczeniu usług drogą elektroniczną przez przesłanie niezamówionej informacji handlowej drogą mailową, przeciw którym chciało się podjąć kroki prawne. Przez jakiś czas dostępne też były relacje ze spraw sądowych, ale od około kwietnia 2005 r. trwała przebudowa strony i nie było dostępu do tych dokumentów.
Twórcy PolSpamu nigdy nie ogłosili zakończenia działalności, ale brak aktualizacji strony od 2005 r., wygaśnięcie domeny w listopadzie 2010 r. i brak śladów działalności sugeruje, iż PolSpam obecnie już nie funkcjonuje.
Powstał całkowicie niekomercyjny projekt polskiego RBL-a, działającego pod ogólnym adresem POLSPAM.
Projekt nie ma nic wspólnego z poprzednikami, jednak ze względu na dostępność domen, działa pod podobnym adresem domenowym (polspam.pl).
Projekt jak na razie w fazie rozwojowej, lecz na obecną chwilę jest w stanie zablokować dużą liczbę spamujących domen oraz adresów IP i ta liczba blokad RBL ma stałą tendencję wzrostową.
O aktualnych listach RBL oraz w przyszłości WL i przykładach zastosowania, można poczytać na stronie domowej projektu.